# لهجة مطماطة
```
لهجة مطماطة
 (الشلحي) هي لهجة 
بربرية
 
زناتية
 يتحدثها سكان بلدة 
مطماطة
 في جنوب 
تونس
، وفي قرى تاوجوت وتامزرط 
وزراوة
. وبحسب معجم بن مامو،
[
1
]
 المتحدثين بها يسمون 
تمازيط
 أو 
عدوينا
، بمعنى «كلامنا»، بينما يطلق على اللهجة 
شلحة
 أو 
جبالي
 باللهجات المحلية 
التونسية
. وقد قدر إجمالي عدد السكان الذين يتحدثون هذا التنوع بـ 3726 في عام 1975.
[
2
]
```

توثيق بربر مطماطا محدود. تم نشر مجموعة من القصص الخيالية في هذا التنوع بواسطة ستامي في عام 1900. يوفر باسيت (1950) بضع خرائط للهجة البربر التونسيين بما في ذلك هذه المنطقة، أظهر اختلافًا معجميًا، بينما يقدم بنشوين (1968) مناقشة عامة للبربر التونسيين وآثار التعليم. كولينز (1981) يناقش شكلها اللفظي جنبًا إلى جنب مع اللهجات البربرية التونسية الأخرى. الرسم النحوي والمفردات العامة الوحيد المتاح هو الموقع الذي وضعه العربي بن مامو، وهو متحدث أصلي للغة.
يعتبرها إثنولوج كجزء من لغة النفوسي المستخدمة في شمال غرب ليبيا، على الرغم من أن الاثنين ينتمون إلى مجموعات فرعية مختلفة من البربر وفقًا لكوسمان (1999).